# والتر داي
والتر داي (بالإنجليزية: Walter Day)‏ هو شخصية أعمال ومؤرخ أمريكي، ولد في 14 مايو 1949 في أوكلاند في الولايات المتحدة.

## وصلات خارجية
- والتر داي على موقع IMDb (الإنجليزية)
- والتر داي على موقع ديسكوغز (الإنجليزية)
- والتر داي على موقع قاعدة بيانات الفيلم (الإنجليزية)